# Książę Rutland

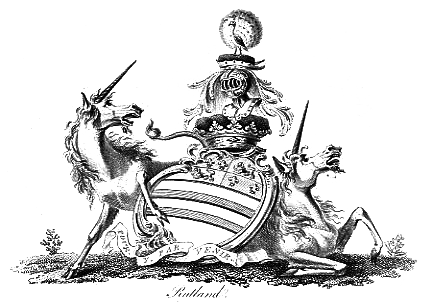
Herb książąt Rutland

Książę Rutland - rodowymi siedzibami książąt Rutland są Haddon Hall w Derbyshire i zamek Belvoir w Leicestershire. Dodatkowymi tytułami księcia Rutland są:
- markiz Granby,
- hrabia Rutland,
- baron Manners,
- baron Roos of Belvoir.

Najstarszy syn księcia Rutland nosi tytuł markiza Granby, natomiast najstarszy syn markiza Granby tytułuje się lordem Haddon.
Hrabiowie Rutland 1. kreacji (parowstwo Anglii)
- 1385–1415: Edward Norwich, 2. książę Yorku
- 1415–1460: Ryszard Plantagenet, 3. książę Yorku

Hrabiowie Rutland 2. kreacji (parostwo Anglii)
- 1525–1543: Thomas Manners, 1. hrabia Rutland
- 1543–1563: Henry Manners, 2. hrabia Rutland
- 1563–1587: Edward Manners, 3. hrabia Rutland
- 1587–1588: John Manners, 4. hrabia Rutland
- 1588–1612: Roger Manners, 5. hrabia Rutland
- 1612–1632: Francis Manners, 6. hrabia Rutland
- 1632–1641: George Manners, 7. hrabia Rutland
- 1641–1679: John Manners, 8. hrabia Rutland
- 1679–1711: John Manners, 9. hrabia Rutland

Książęta Rutland 1. kreacji (parostwo Anglii)
- 1703–1711: John Manners, 1. książę Rutland
- 1711–1721: John Manners, 2. książę Rutland
- 1721–1779: John Manners, 3. książę Rutland
- 1779–1787: Charles Manners, 4. książę Rutland
- 1787–1857: John Henry Manners, 5. książę Rutland
- 1857–1888: Charles Cecil John Manners, 6. książę Rutland
- 1888–1906: John James Robert Manners, 7. książę Rutland
- 1906–1925: Henry John Brinsley Manners, 8. książę Rutland
- 1925–1940: John Henry Montagu Manners, 9. książę Rutland
- 1940–1999: Charles John Robert Manners, 10. książę Rutland
- 1999 -: David Charles Robert Manners, 11. książę Rutland

Najstarszy syn 11. księcia Rutland: Charles John Montague Manners, markiz Granby